# Sure (affluent du Chassezac)
Pour les articles homonymes, voir Sûre.
La Sure est une rivière française qui coule dans le département de l'Ardèche en région Auvergne-Rhône-Alpes.

## Géographie
De 12,9 km, la Sure prend sa source sur le territoire de la commune de Saint-Pierre-Saint-Jean. Elle coule en direction du sud et se jette dans le Chassezac à Chambonas.

### Communes traversées
Dans le département de l'Ardèche, la Sure traverse trois communes : Saint-Pierre-Saint-Jean, Payzac et Chambonas.

## Principaux affluents
- Le ruisseau de Ressaladier, 5,8 km[2]
- Le ruisseau du Pont, 3,8 km[2]
- Le ruisseau de Chânabeyre, 2,6 km[2]
- Le ruisseau de Feyrolle, 2,2 km[2]
- Le ruisseau de la Devèze, 2,1 km[2]
- Le ruisseau du Rourebel, 1,8 km[2]
- Le ruisseau de Faugère, 1,6 km[2]
- Le ruisseau de Vernatel, 1,1 km[2]
- Le ruisseau de Bétières, 0,9 km [2]